# Rhagadostoma
Rhagadostoma Körb. (ragadostoma) – rodzaj grzybów z rodziny Nitschkiaceae.

## Systematyka i nazewnictwo
Pozycja w klasyfikacji według Index Fungorum: Nitschkiaceae, Coronophorales, Hypocreomycetidae, Sordariomycetes, Pezizomycotina, Ascomycota, Fungi.
Synonimy nazwy naukowej: Castagnella G. Arnaud.
Nazwa polska według W. Fałtynowicza.

## Gatunki
- Rhagadostoma boleae Nav.-Ros. & Hladún 1994
- Rhagadostoma brevisporum (Nav.-Ros. & Hladún) Nav.-Ros. 1999
- Rhagadostoma coccifera (G. Arnaud) E. Müll. 1962
- Rhagadostoma collematum Etayo & Nav.-Ros. 1999
- Rhagadostoma corrugatum Körb. 1865
- Rhagadostoma lichenicola (De Not.) Keissl. 1930 – ragadostoma naporostowa
- Rhagadostoma pannariae Etayo 2008
- Rhagadostoma rugosum Nav.-Ros. & Hladún 1994
- Rhagadostoma verrucariarum Nav.-Ros. & Hladún 1994

Nazwy naukowe na podstawie Index Fungorum. Nazwy polskie według W. Fałtynowicza.